# 短波熱療
短波熱療（英語：Short-Wave Diathermy）是利用短波（電磁波的一種）產生的熱效應進行治療的一種方法，是屬於物理治療中深層熱療(Deep Heat，指治療深度達2公分以上的熱療)中的一種。

## 原理
短波熱療的原理類似微波爐，在高頻交變電磁場的作用下，人體中的分子快速來回極化時分子間的碰撞、摩擦將電磁能量轉化為熱量而產生的熱效應進行治療。

## 臨床
短波治療的生理效應及臨床治療效果包括：
- 熱效應

1. 血管及淋巴管：促進血液循環，有效提高肌肉溫度。
2. 加速新陳代謝。
3. 增加末稍神經纖維的傳導速度，使被治療者較不易感到疼痛。

- 非熱效應

除了熱效應之外,電磁波亦會產生一些與非熱的生物效應，包括：
1. 影響離子對細胞膜的連結，改變細胞活性，活化纖維母細胞的成長因子、神經細胞、巨噬細胞等，甚至刺激ATP與蛋白質之合成。
2. 增加糖尿病患傷口附近局部微血管的充血，改善局部血液循環，增加局部組織的氧氣與養分供應，有助於傷口癒合。